# Isle Royale nationalpark
Isle Royale nationalpark ligger i Keweenaw County i delstaten Michigan, USA. Nationalparken består av ön Isle Royale i Lake Superior.